# Jean-Louis Dumas de Champvallier
Jean-Louis Dumas de Champvallier, né le 3 novembre 1743 à Champagne-Mouton (Charente) et mort le 8 mai 1796 à Champagne-Mouton, est un homme politique français.

## Biographie
Jean-Louis Dumas de Champvallier est né  dans la branche cadette d'une famille Dumas, issue de l'ancienne bourgeoisie de l'Angoumois. *Jean-Jacques Anselme Dumas de Champvallier (1791-1860), était procureur du roi près le tribunal de première instance de Saint-Pierre. *Edgar Dumas de Champvallier (1826-1890), était vice-président du conseil général de la Charente, député de la Charente. *Jacques Henri Dumas de Champvallier (1861-1940), était général de division, inspecteur général des remontes, commandeur de la Légion d'Honneur.

## Carrière
Au commencement de la Révolution, Jean-Louis Dumas de Champvallier est juge de paix et maire de Champagne-Mouton. Le 5 septembre 1791, il est élu député à l'Assemblée législative. En 1793, il est président de l'administration départementale. Beau-frère de Chazaud, il est de plus le grand-père d'un autre député de la Charente, John Dumas de Champvallier.

## Sources
- « Jean-Louis Dumas de Champvallier », dans Adolphe Robert et Gaston Cougny, Dictionnaire des parlementaires français, Edgar Bourloton, 1889-1891 [détail de l’édition]